# Kim Song-i
Kim Song-i (kor. 김송이; ur. 10 sierpnia 1994) – północnokoreańska tenisistka stołowa, brązowa medalistka olimpijska, dwukrotna medalistka mistrzostw świata.
W 2010 roku uczestniczyła w igrzyskach olimpijskich młodzieży w Singapurze. Zajęła piąte miejsce w grze pojedynczej i czwarte w grze mieszanej. W 2016 roku wzięła udział w igrzyskach olimpijskich w Rio de Janeiro. Wystąpiła w dwóch konkurencjach – zdobyła brązowy medal olimpijski w grze pojedynczej, a w grze drużynowej zajęła piąte miejsce.
W 2016 i 2018 roku zdobyła brązowe medale mistrzostw świata w grze drużynowej, w latach 2014–2018 dwa medale igrzysk azjatyckich w grze drużynowej (srebrny i brązowy), w 2017 roku brązowy medal uniwersjady w grze pojedynczej, a w 2019 roku srebrny medal w grze pojedynczej podczas światowych wojskowych igrzysk sportowych.